# Ernst Ender
Ernst August Ender (* 6. Mai 1901 in Blankenese; † 30. Dezember 1998 in Hamburg-Altona) war ein deutscher Jurist und Landrat.

## Leben und Wirken

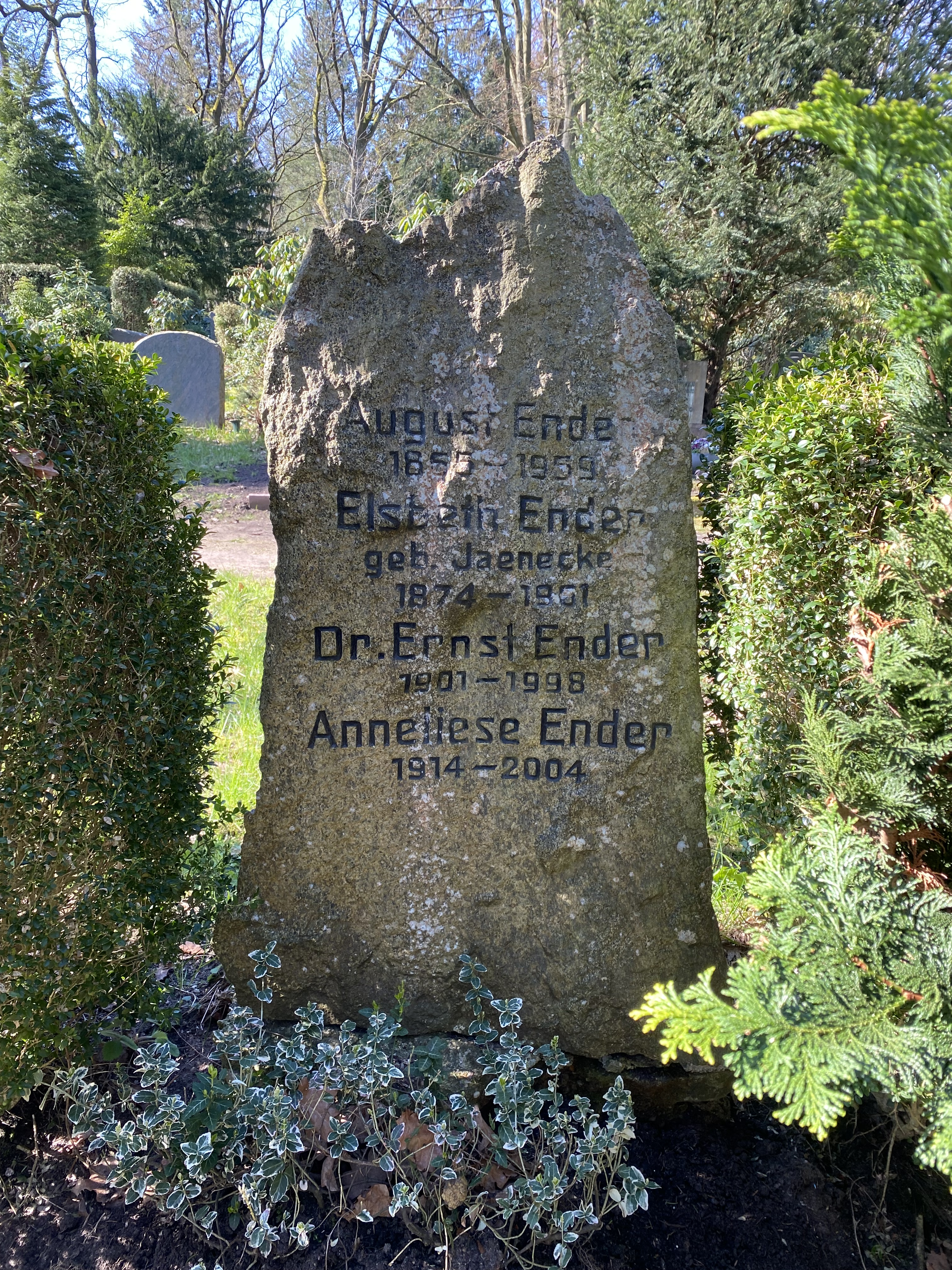
Grabstätte auf dem Friedhof Blankenese

Nach dem Besuch des Realgymnasiums in Hamburg studierte er Rechtswissenschaften an den Universitäten Hamburg, Würzburg und Kiel. 1925 trat er in den deutschen Staatsdienst ein und erhielt im Juli 1925 eine Anstellung bei einem Landgericht. 1926 wurde er zum Referendar und 1928 zum Regierungsassessor ernannt, nachdem er am 15. Dezember 1928 die große juristische Staatsprüfung abgelegt hatte.
Ab 1. Januar 1929 war Ender beim Landratsamt Schleusingen tätig und wechselte ein Jahr später an das Landratsamt Bersenbrück. Nochmals wechselte er am 1. August 1932 nach Groß-Strehlitz und nach der „Machtergreifung“ der Nationalsozialisten am 1. Mai 1933 an das Polizeipräsidium in Breslau. Zum selben Datum war er der NSDAP beigetreten (Mitgliedsnummer 2.663.795). 1934 wurde er zum Regierungsrat befördert. Am 1. Oktober 1935 wechselte er zur Geheimen Staatspolizei nach Berlin und am 1. Januar 1936 zum Oberpräsidenten nach Kiel. In dieser Zeit war er von Mai 1933 bis Juli 1936 auch Truppführer in der Sturmabteilung (SA).
1936 wurde Ender vertretungsweise als Landrat im Landkreis Osterholz eingesetzt und übernahm am 1. Dezember 1937 definitiv das Amt als Landrat in der Kreisstadt Osterholz-Scharmbeck. Nach der Besetzung der Grenzgebiete der Tschechoslowakei durch das Deutsche Reich und der Bildung des Reichsgaus Sudetenland wurde er im Oktober 1938 von Osterholz-Scharmbeck als kommissarischer Bezirkshauptmann und späterer Landrat in den Landkreis Tetschen versetzt. Gleichzeitig wurde Ender Mitglied des Vorstands des Deutschen Gemeindetags – Dienststelle Sudetengau. Er blieb bis gegen Ende des Zweiten Weltkrieges im Amt.
Seine Grabstätte liegt auf dem Friedhof Blankenese.